# Bukowe Pole (Poméranie)
Pour les articles homonymes, voir Bukowe Pole.
Bukowe Pole est une localité polonaise de la gmina rurale de Liniewo située dans le powiat de Kościerzyna en voïvodie de Poméranie. Elle se trouve à environ 17 km à l'est de Kościerzyna et 42 km au sud-ouest de la capitale régionale Gdańsk.

## Géographie

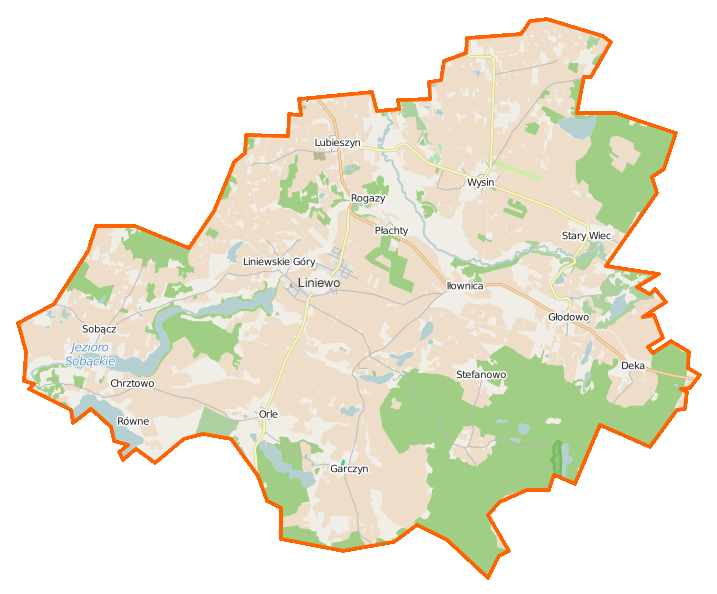
Carte de la gmina de Liniewo.